# 烏米特·哥克馬斯
烏米特·哥克馬斯（德語：Ümit Korkmaz；1985年9月17日—）是一位土耳其裔奧地利足球運動員。在場上的位置是邊鋒。他也是奧地利國家足球隊的一員。

## 外部連結
- Soccerway資料庫：烏米特·哥克馬斯
- fussballdaten.de：Ümit Korkmaz之統計數據 （德文）